# Fire Serpent
Fire Serpent é um telefilme realizado em co-produção por Estados Unidos e Canadá, do ano de 2007, do gênero ficção científica, dirigido por John Terlesky.

## Enredo
Dois bombeiros, que estão combatendo um incêndio florestal, observam incrédulos quando uma onda de fogo, com a forma de uma mulher, cai em meio ao incêndio. Passados quarenta anos do episódio, o major Dutch Fallon, um dos que presenciaram o fenêmeno e passou o resto de sua vida estudando este tipo de evento, é convocado pelo governo para trabalhar em uma equipe, criada para analisar este tipo de ocorrência. Ocorre uma nova aparição do misterioso evento e, desta vez, quem assiste é o bombeiro Jake Relm. Forma-se então um grupo que tem o acréscimo do agente nacional do fogo, Chris Andrews, com o objetivo de interromper a ação de Cooke, um fanático religioso que capturou uma serpente de fogo e, arquiteta um plano de ataque que poderá ser o fim do planeta. 

## Elenco
| Nome              | Personagem        |
| ----------------- | ----------------- |
| Nicholas Brendon  | Jake Relm         |
| Sandrine Holt     | Christina Andrews |
| Randolph Mantooth | Dutch Fallon      |
| Robert Beltran    | Cooke             |
| Lisa Langlois     | Heather Allman    |
| Patrice Goodman   | Billie            |
| Richard Clarkin   | Kohler            |
| Steve Boyle       | Dave Massaro      |
| Diego Klattenhoff | Jóvem Dutch       |
| Michelle Morgan   | Donna Marks       |
| Vito Rezza        | Garçom            |
| Joseph Motiki     | Tenente           |
| Marco Bianco      | Tropa estadual    |

## Recepção
DVDTalk.com, David Cornelius avaliou com 1,5/5 de sua nota dizendo que tem "efeitos CGI risíveis, um enredo vazio e zero suspense."